# Mariusz Holicki
Mariusz Józef Holicki (ur. 25 sierpnia 1956) – polski lekarz radiolog i samorządowiec, w latach 2003–2006 członek zarządu województwa zachodniopomorskiego II kadencji.

## Życiorys
Ukończył studia medyczne, uzyskał specjalizację w zakresie radiologii. Pracował m.in. jako kierownik zakładu diagnostyki obrazowej Zachodniopomorskiego Centrum Onkologii w Szczecinie. Zasiadał także m.in. we władzach lokalnych stowarzyszeń, kierował departamentem zdrowia i polityki społecznej w Urzędzie Marszałkowskim Województwa Zachodniopomorskiego. 30 czerwca 2003 został powołany na stanowisko członka zarządu województwa zachodniopomorskiego (w ramach koalicji SLD-PSL). Zakończył pełnienie funkcji wraz z całym zarządem 18 grudnia 2006. W 2006 kandydował do sejmiku zachodniopomorskiego z listy Lewicy i Demokratów (z rekomendacji Sojuszu Lewicy Demokratycznej). W 2010 wystartował do rady miasta Szczecina z ramienia SLD (z poparciem Unii Pracy).
W 2004 odznaczony Srebrnym Krzyżem Zasługi.